# Артюхін Сергій Євгенович
Сергій Євгенович Артюхін (рос. Сергей Евгеньевич Артюхин; нар. 1 листопада 1976, Москва — 12 вересня 2012) — російський і білоруський борець греко-римського стилю, дворазовий бронзовий призер чемпіонатів світу, чемпіон Європи, срібний призер Кубку світу, учасник Олімпійських ігор. Майстер спорту Білорусі міжнародного класу з греко-римської боротьби.

## Біографія
Син чемпіона світу з греко-римської боротьби Євгена Артюхіна. Брат російського хокеїста Євгена Артюхіна. Боротьбою почав займатися з 1990 року. Входив до лав збірної Росії, у її складі став срібним призером Кубку світу 2001 року, але через важку конкуренцію в російській збірній з іншими важкоатлетами 2005 року переїхав до Гродно і прийняв білоруське громадянство. Того ж року здобув чемпіонський титул на європейській першості. Виступав за борцівський клуб «Динамо», Мінськ.
Після смерті батька у 2008 записав альбом у стилі шансон, присвячений його пам'яті та організував у Тамбові — місті свого батька борцівський турнір.
Закінчив Московський державний соціальний університет, потім аспірантуру. Захистив дисертацію з теми зовнішнього боргу Росії. Кандидат економічних наук. Читав курс лекцій по світовій економіці і міжнародним валютно-кредитним відносинам. Був помічником депутата Державної думи Росії Олександра Кареліна.
Захоплювався хокеєм. Помер під час хокейного тренування від зупинки серця.

## Спортивні результати на міжнародних змаганнях

### Виступи на Олімпіадах
| Змагання                                   | Збірна   | Вагова категорія                  | Місце |
| ------------------------------------------ | -------- | --------------------------------- | ----- |
| Боротьба на літніх Олімпійських іграх 2008 | Білорусь | греко-римська боротьба, до 120 кг | 10    |

### Виступи на Чемпіонатах світу
| Змагання                        | Збірна   | Вагова категорія                  | Місце  |
| ------------------------------- | -------- | --------------------------------- | ------ |
| Чемпіонат світу з боротьби 2005 | Білорусь | греко-римська боротьба, до 120 кг | Бронза |
| Чемпіонат світу з боротьби 2006 | Білорусь | греко-римська боротьба, до 120 кг | Бронза |

### Виступи на Чемпіонатах Європи
| Змагання                         | Збірна   | Вагова категорія                  | Місце  |
| -------------------------------- | -------- | --------------------------------- | ------ |
| Чемпіонат Європи з боротьби 2005 | Білорусь | греко-римська боротьба, до 120 кг | Золото |
| Чемпіонат Європи з боротьби 2006 | Білорусь | греко-римська боротьба, до 120 кг | 5      |
| Чемпіонат Європи з боротьби 2007 | Білорусь | греко-римська боротьба, до 120 кг | 16     |

### Виступи на Кубках світу
| Змагання                    | Збірна | Вагова категорія                 | Місце  |
| --------------------------- | ------ | -------------------------------- | ------ |
| Кубок світу з боротьби 2001 | Росія  | греко-римська боротьба, до 97 кг | Срібло |

### Виступи на інших змаганнях
| Змагання                                                  | Збірна   | Вагова категорія                  | Місце  |
| --------------------------------------------------------- | -------- | --------------------------------- | ------ |
| Чемпіонат світу з боротьби серед військовослужбовців 1997 | Росія    | греко-римська боротьба, до 97 кг  | Бронза |
| Чемпіонат світу з боротьби серед студентів 2000           | Росія    | греко-римська боротьба, до 97 кг  | 5      |
| Чемпіонат світу з боротьби серед військовослужбовців 2001 | Росія    | греко-римська боротьба, до 130 кг | 6      |
| Чемпіонат світу з боротьби серед військовослужбовців 2002 | Росія    | греко-римська боротьба, до 120 кг | Срібло |
| Гран-прі Німеччини з боротьби 2008                        | Білорусь | греко-римська боротьба, до 120 кг | Бронза |

### Виступи на змаганнях молодших вікових груп
| Змагання                                     | Збірна | Вагова категорія                  | Місце |
| -------------------------------------------- | ------ | --------------------------------- | ----- |
| Чемпіонат світу з боротьби серед молоді 1995 | Росія  | греко-римська боротьба, до 100 кг | 5     |